# كريستوفر ألين
كريستوفر ألين (بالإنجليزية: Christopher Allen)‏ (19 ديسمبر 1989 بانجول غامبيا - ) هو لاعب كرة قدم غامبي، يلعب كحارس مرمى، ولعب 5 مباريات.

## مسيرته

### مسيرته مع المنتخبات الوطنية
- 2008 - ?? لعب مع منتخب غامبيا لكرة القدم 5 مباريات.

## روابط خارجية
- كريستوفر ألين على موقع الاتحاد الدولي (مؤرشف)  (الإنجليزية)
- كريستوفر ألين على موقع قاعدة بيانات كرة القدم.إي يو (الإنجليزية)
- كريستوفر ألين على موقع ناشيونال فوتبول تيمز (الإنجليزية)
- كريستوفر ألين على موقع عالم كرة القدم.نت (الإنجليزية)